# Довженко Ганна Денисівна
Га́нна Дени́сівна Довже́нко (12 серпня 1928, село Жовтневе, тепер Дмитрівка Прилуцького району Чернігівської області — 11 грудня 2007, село Жовтневе, тепер село Дмитрівка Прилуцького району Чернігівської області) — українська радянська діячка, доярка колгоспу «10-річчя Жовтня» Прилуцького району Чернігівської області. Герой Соціалістичної Праці (26.02.1958). Депутат Верховної Ради СРСР 5—10-го скликань.

## Життєпис
Народилася в родині селянина-бідняка. У 1945 році закінчила семирічну школу села Жовтневе Малодівицького району Чернігівської області.
Від 1945 року працювала в колгоспі «10-річчя Жовтня» села Жовтневе Малодівицького (потім — Прилуцького району) Чернігівської області. Упродовж 9 років очолювала рільничу ланку, після чого в січні 1954 року перейшла дояркою на ферму, де спочатку надоювала від кожної корови понад 4000 кг молока, а через декілька років ця цифра зросла вдвічі. 1977 року надоїла від кожної закріпленої за нею корови по 8145 кг молока.
Освіта середня спціальна. У 1966 році заочно закінчила Майнівський сільськогосподарський технікум Чернігівської області.
У 1969 році на 3-му Всесоюзному з'їзді колгоспників була обрана членом Союзної ради колгоспів.
Потім — на пенсії в селі Жовтневому (тепер — Дмитрівці) Прилуцького району Чернігівської області

## Нагороди та відзнаки
- Герой Соціалістичної Праці (26.02.1958)
- три ордени Леніна (26.02.1958, 22.03.1966, 6.09.1973)
- орден Жовтневої Революції (8.04.1971)
- орден Трудового Червоного Прапора (24.12.1976)
- орден Дружби народів
- медаль «За добесну працю. В ознаменування 100-річчя з дня народження Володимира Ілліча Леніна» (1970)
- медалі
- значок «Відмінник сільського господарства»